# Chiesa di Santa Maria della Neve (Flussio)
La chiesa di Santa Maria della Neve è un edificio religioso situato a Flussio, centro abitato della Sardegna centrale. Consacrata al culto cattolico è sede dell'omonima parrocchia e fa parte della diocesi di Alghero-Bosa. 

La chiesa risale al XIV secolo.

## Altri progetti

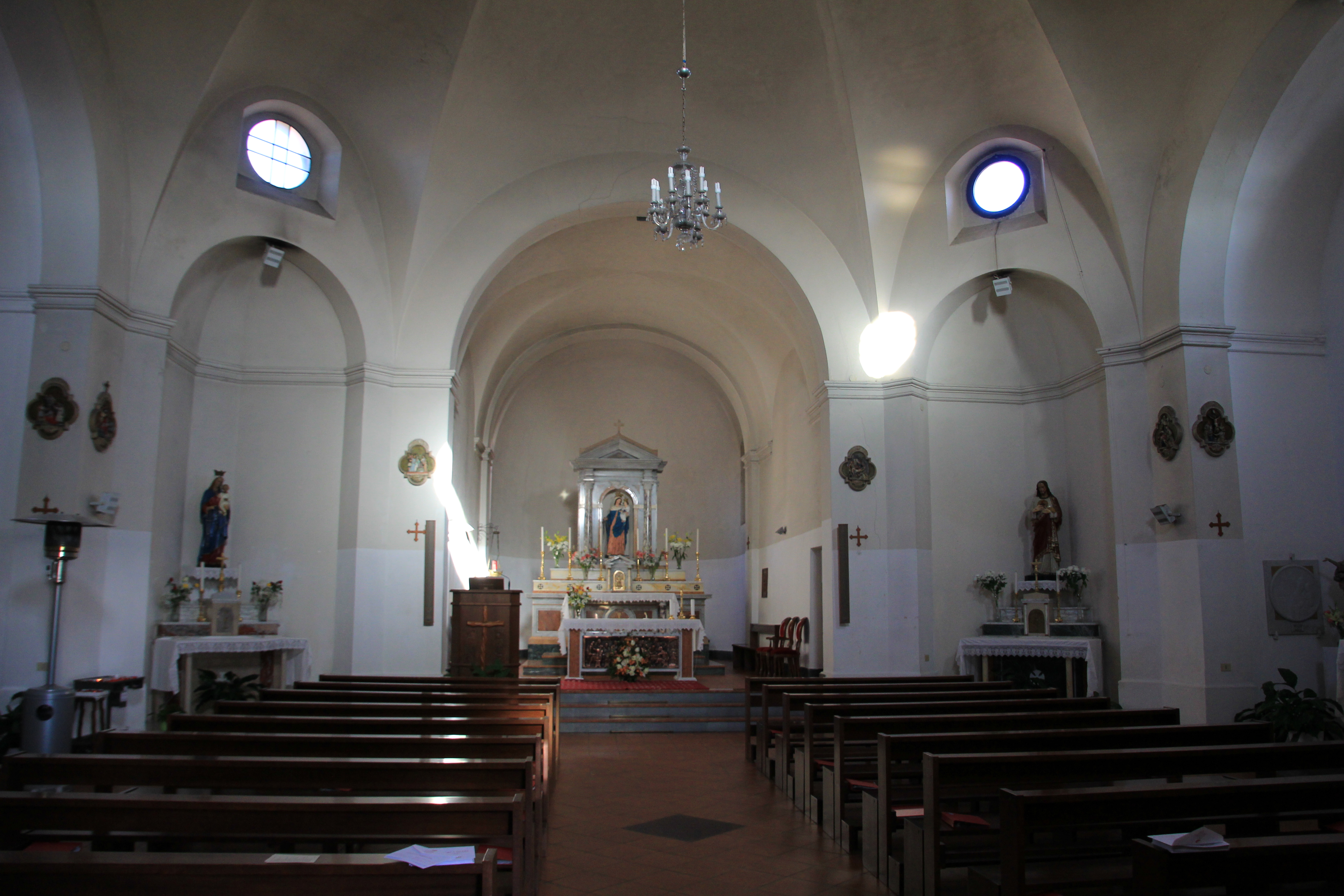
Interno